# イタリアの喫煙
イタリアの喫煙（イタリアのきつえん）では、イタリア共和国におけるたばこの規制と現状について説明する。2005年にイタリアは、バー・レストラン・ディスコ・オフィスを含む公共の場所での喫煙を違法にした。大多数のイタリア人が2005年の違法化を支持したが、喫煙者と一部の事業経営者の賛同を得ることはできず、バーやレストラン経営者の5%はただちに隔離式の喫煙室を導入した。 
これにより、イタリアは公共の場における禁煙を施行したヨーロッパで4番目の国となった。一方で裁判所は、2005年8月1日、禁煙が定められた施設の事業者が、顧客が法に反して喫煙していることを知りつつこれを警察に通報しないことは、処罰の対象にならないとする判決を下した。 
イタリアの成人の心臓発作は、禁煙施行により大幅に減少した。心臓発作の減少は、受動喫煙の減少に起因しており、ジローラモ・シルキア保健大臣は、喫煙はイタリアにおいて主たる予防可能な死因であると述べた。紙巻きたばこの消費量は禁煙施行前に比べて8％減少した。 

## 沿革
イタリアにおける喫煙の規制は1930年代に始まった。
1930年に成立したイタリア刑法では、14歳未満の者にたばこを販売・提供したものを科料（今日では103ユーロ以下）に処すると定められた。1934年になると勅令が公布され、16歳未満の者にたばこを販売・提供することも科料の対象となると同時に、公共の場で喫煙した16歳未満の者も科料の対象となった。
1975年には強力な規制を定めた法律第584号が定められ、以下の施設での禁煙と喫煙した際の過料が定められた。
1. 病院・学校の教室・（バスなど）公共輸送車両・地下鉄・鉄道駅などの待合室・列車の禁煙室・寝台車
2. 公衆の集まる閉鎖的空間・映画館・劇場・ダンスホール・賭博場 (sale corse)・会議場・博物館・図書館・美術館[7]

このうち、2については特別に定められた空調設備が導入されていれば、禁煙の対象外となった。禁煙が定められた施設の事業者は、禁煙であることや罰則に関する掲示をし、以て施設利用者の禁煙順守に配慮する義務を負った。禁煙施設で喫煙した者には1000リラ以上10000リラ以下の、施設利用者の禁煙順守に配慮する義務を怠った施設事業者には2万リラ以上10万リラいかの過料が科せられた。
2001年の法律では、ユーロの導入に伴って過料がユーロで定められたが、これは過料の大幅な引き上げにもなった。禁煙施設で喫煙した者には25ユーロ以上250ユーロ以下の、施設利用者の禁煙順守に配慮する義務を怠った施設事業者には200ユーロ以上2000ユーロ以下の過料となり、さらに妊婦または12歳以下の子供が近くにいる時の喫煙に関しては倍額の50ユーロ以上500ユーロ以下と定められた。
しかしながら、1975年の法律は順守とは程遠い状況にあった。2000年にはU. ヴェロネージ保健衛生大臣が禁煙の範囲をオフィスに拡大し、過料の額を引き上げる法案を提出したが、これは廃案となった。

### 2003年法
そんな折、「健康を個人の基本的権利及び社会全体の利益として保護する」と定められたイタリア共和国憲法などに基づき、提出された2003年法が成立した。この法律は2003年1月16日に公布され、1年半後から施行される予定であったが、半年の施行延期を以て2005年1月10日から施行された。2003年法は1975年法と異なり、「喫煙できない場所」を定める立法から「喫煙できる場所」を定める立法という大転換をもたらした。具体的には、以下の場所を除いた閉鎖的空間における喫煙が禁じられている。
1. 利用者又は一般に公開されていない私的空間[7]
2. 喫煙者に留保され、そのような空間として標識を付けられた空間（喫煙者用空間）[7]

喫煙者用空間は喫煙室のような場所を指し、定期的な換気がされていることと非喫煙者用空間よりも広くしてはいけないという2つの制約がある。喫煙者用空間の詳細については、2003年に公布された政令に定められている。罰則については、2001年の法律がほとんどそのまま適用されるが、すべての過料の額が1.1倍に引き上げられた。
この法律には、顧客が非喫煙者用空間で喫煙しているときにこれをやめるように呼びかけ、応じない際は警察に通報する義務を施設事業者に課した。これは、法律の実効性を高めることに資したが、同時に事業者の反発を強めさせた。この義務には違反した際の罰則が明記されていなかったため、違反したとしても罰せられることはない（努力義務）。

## 関連文献
- Fumo: Italy's Love Affair with the Cigarette  by Carl Ipsen, 2016, Stanford University Press
- 芦田淳「イタリアの喫煙に関する立法規制の動向」『外国の立法 : 立法情報・翻訳・解説』229号、国立国会図書館、2006年8月。
1975年法の全訳、2003年法の抄訳、同年政令の全訳も掲載されている。